# Shoshone Mountain
Shoshone Mountain es una cadena montañosa en Nevada. Se encuentra en el estado de los Estados Unidos de Nevada en el condado de Nye, en la parte central del país, a 3.400 km al oeste de la ciudad capital de Washington D. C..
Shoshone Mountain se extiende por 23 km en dirección suroeste. El punto más alto es el Shoshone Peak de 2083 metros sobre el nivel del mar.
Las siguientes montañas son parte de Shoshone Mountain:
- Lithic Ridge
- Shoshone Peak
- Tippipah Point